# Dragojevac (Vladimirci)
Pour les articles homonymes, voir Dragojevac.
Dragojevac (en serbe cyrillique : Драгојевац) est un village de Serbie situé dans la municipalité de Vladimirci, district de Mačva. Au recensement de 2011, il comptait 680 habitants.

## Démographie
| 1948  | 1953  | 1961  | 1971  | 1981 | 1991 | 2002 | 2011 |
| ----- | ----- | ----- | ----- | ---- | ---- | ---- | ---- |
| 1 237 | 1 221 | 1 114 | 1 043 | 979  | 910  | 862  | 680  |

|  |